# 1734 w muzyce
Wydarzenia muzyczne w 1734 roku.

## Dzieła
- Georg Friedrich Händel – Concerti Grossi op.3
- Johann Sebastian Bach – Weinachtsoratorium (Oratorium na Boże Narodzenie)
- Jan Dismas Zelenka – Sub tuum praesidium (10 części)

## Dzieła operowe
- Antonio Vivaldi – L'olimpiade
- Giovanni Battista Pergolesi – Livietta e Tracollo

## Urodzili się
- 13 stycznia – Luka Sorkočević, chorwacki kompozytor okresu przełomu baroku i klasycyzmu, pochodzący z Republiki Raguzy (zm. 1789)
- 17 stycznia – François-Joseph Gossec, francuski kompozytor, przedstawiciel stylu mannheimskiego w muzyce francuskiej (zm. 1829)
- 20 lutego[a] – Franz Beck, niemiecki kompozytor (zm. 1809)
- 19 kwietnia – Carlo d’Ordonez, austriacki kompozytor i skrzypek pochodzenia hiszpańskiego (zm. 1786)
- 15 czerwca – Johann Ernst Altenburg, niemiecki kompozytor, organista i trębacz (zm. 1801)
- 5 września – Jean-Benjamin de La Borde, francuski skrzypek, kompozytor i teoretyk muzyki (zm. 1794)
- 13 października – Maciej Kamieński, polski kompozytor operowy, pedagog (zm. 1821)

## Zmarli
- 30 kwietnia – Grzegorz Gerwazy Gorczycki, polski ksiądz i kompozytor (ur. ok. 1665–1667)